# Grandin (North Dakota)
Grandin ist ein Dorf in North Dakota, USA, an der Grenze zwischen den Countys Cass und Traill. Die kleine Stadtgemeinde mit 186 Einwohnern (Zensus 2020) ist vor allem dadurch bekannt, dass er der Geburtsort des abstrakten expressionistischen Malers Clyfford Still ist.
Grandin liegt etwa 40 km nordnordwestlich von Fargo im flachen Tal des Red River of the North (Red River Valley). Nördlich des Ortes fließt der Elm River.
Der Name geht auf eine der sogenannten großen Bonanza-Farmen, die Grandin Farm, zurück, die die Gebrüder Grandin ab 1878 in der Nähe bewirtschafteten. 1881 wurde die Siedlung angelegt und nach den Brüdern benannt. Im gleichen Jahr erreichte die Bahnstrecke der St. Paul, Minneapolis, and Manitoba Railway von Fargo aus den Ort. In Grandin wird bis heute vor allem Getreide verladen. Die Gemeinde Grandin gründete sich im Jahr 1927 als Village, seit 1967 ist sie als City organisiert.
Östlich von Grandin gibt es eine Anschlussstelle (Grandin Interchange) der Interstate 29, die hier gleichzeitig der U.S. Highway 81 ist.

## Söhne und Töchter der Stadt
- Clyfford Still (1904–1980), Maler